# Marguerite Jadot
Marguerite Jadot (Hoei, 26 januari 1896 - Elsene, 27 september 1977) was een Belgisch senator.

## Levensloop
Jadot studeerde eerst af als regentes en vervolgens aan de ULB als licentiaat Germaanse talen (1931). Ze trouwde met Jérôme Vermeire en werd lerares aan het Lyceum van Schaarbeek.
Tijdens de Tweede Wereldoorlog trad ze toe tot het gewapend verzet.
Actief lid van het Centre national des femmes belges (CNFB), werd ze secretaris-generaal en daarna ondervoorzitster van de Nationale vereniging van liberale vrouwen. In 1954 stichtte ze het blad Liberale vrouwen - Femmes libérales.
Van 1946 tot 1954 was ze secretaris-generaal van de Liberale Partij. In 1949-1950 behoorde ze tot het kabinet van minister Adolphe Van Glabbeke. Van 1954 tot 1961 was ze ondervoorzitster van de Liberale Partij. 
In 1965 werd ze verkozen tot liberaal provinciaal senator voor Brabant, een mandaat dat ze uitoefende tot in 1968.
Ze was ook:
- voorzitster van de Commissie internationale betrekkingen binnen de Belgische Federatie van universitaire vrouwen,
- voorzitster van het Europees Centrum van de Internationale Vrouwenraad,
- voorzitster van de Belgische afdeling van de Liberale Internationale,
- ondervoorzitster van de Liberale Internationale.

## Publicaties
- Le vote des femmes. Un droit et un devoir. Guide de l'électrice belge, 1949